# Роберт Вюртембергский
Роберт Мария Клеменс Филипп Иосиф Вюртембергский (нем. Robert Maria Klemens Philipp Joseph von Württemberg; 14 января 1873, Мерано — 12 апреля 1947, Альтсхаузен) — принц Вюртембергский, офицер германской армии.

## Биография
Роберт — четвёртый ребёнок герцога Филиппа Вюртембергского и его супруги Марии Терезы Австрийской, является представителем католической ветви Вюртембергского дома. Старший брат Роберта Альбрехт являлся наследником вюртембергского трона. Герцог Роберт вырос в Вене, где окончил школу. В 1891 году Роберт поступил на службу в вюртембергскую армию в звании ротмистра в 26-й драгунский полк.
29 октября 1900 года в часовне Хофбурга герцог Роберт сочетался браком с эрцгерцогиней Марией Иммакулатой Австрийской, дочерью эрцгерцога Карла Сальватора Австрийского. В браке детей не было. В 1901 году герцог Роберт представлял короля Вильгельма II Вюртембергского в Лондоне на похоронах королевы Виктории и на торжествах по поводу коронации короля Эдуарда VII.
В Первую мировую войну герцог Роберт командовал 26-й кавалерийской бригадой, входившей в 7-ю кавалерийскую дивизию. 19 сентября 1916 года получил звание генерал-лейтенанта. После падения монархии в результате Ноябрьской революции герцог Роберт вернулся в Альтсхаузен, куда его брат Альбрехт перенёс резиденцию герцогской семьи из Штутгарта. В надежде на восстановление монархии герцог Роберт занимался проектированием новых дворцов, аббатств и церквей.